# Martinez Zogo
Pour les articles homonymes, voir Zogo.
Martinez Zogo, de son nom civil Arsène Salomon Mbani Zogo, né le 29 septembre 1972 à Yaoundé et mort assassiné le 17 janvier 2023 dans la même ville, est un journaliste et animateur radio camerounais spécialisé dans la dénonciation de l’affairisme et de la corruption.
Sa mort sous la torture, impliquant les responsables des services des renseignements camerounais, la DGRE, comme exécutants, est considérée comme une affaire d'État.

## Biographie

### Enfance et débuts
Martinez Zogo est né le 29 septembre 1972 sous le nom d'Arsène Salomon Mbani Zogo. Il est le fils d'Antoinette Essala et de Zogo Moungou Victor, ⁣⁣gendarme⁣⁣, originaire du village Etam Kouma (vers Sa’a) dans le canton de Benyabega, dans le département de la Lékié. Il grandit à Yaoundé au quartier Essos et se passionne très jeune pour le football mais une blessure l'empêche de faire carrière dans ce sport. Il se lance ensuite dans la danse et crée un groupe. Il adopte alors le pseudonyme Martinez et s'essaie par la suite à l'animation de spectacles et d'évènements comme maître de cérémonie avant de se retrouver à la radio. Animateur autodidacte, Martinez Zogo n'a jamais suivi de formation en journalisme ou animation radio.

### Carrière journalistique
Martinez Zogo commence sa carrière de journaliste à Yaoundé au sein de la Radio Siantou (RTS) sous la houlette de J.P Remy Ngono. Suspendu d'antenne, il quitte la RTS et est recruté par la chaîne de Radio Magic FM en 2006. À Magic FM, il lance l'émission Embouteillage, un programme consacré principalement aux dessous des affaires touchant des personnalités publiques. En 2011, il quitte Magic FM après 5 années de collaboration et rejoint la Radio Amplitude FM, en emportant avec lui son programme Embouteillage,.
En décembre 2017, il est recruté par la chaîne Royal FM qui lui confie le poste de directeur général adjoint n°2 chargé de l’animation. Il quitte Royal FM et retourne à Amplitude FM où il anime sa populaire émission quotidienne Embouteillage et occupe, jusqu'à sa disparition, le 17 janvier 2023, la fonction de chef de chaîne.

## Controverses et suspensions

### Suspensions
Martinez Zogo et son programme Embouteillage sont très controversés. L'animateur radio est plusieurs fois suspendu par le Conseil national de la communication (CNC), l'organe de la régulation de la communication au Cameroun, pour des propos diffusés dans son émission radio.
Le 25 février 2015, il est suspendu d'antenne, de même que son émission Embouteillage par le CNC pour « faute constitutive d’atteinte à l’éthique et à la déontologie professionnelle en matière de communication sociale ». La suspension fait suite à une plainte du ministre Paul Atanga Nji pour : « des propos se rapportant à une affaire de détournement de derniers publics à la Campost et portant atteinte à ma dignité ». Propos proférés par le présentateur dans son émission Embouteillage du 18 novembre 2014. Martinez Zogo est auditionné le 19 janvier 2015 par le CNC. Il présente des excuses au ministre, mais écope d'une suspension d'un mois,.
Le 22 septembre 2017, il est à nouveau sanctionné par le CNC, à la suite d'une plainte du footballeur Samuel Eto'o Fils pour « déclarations non fondées se rapportant à des questions de mœurs et portant atteinte à son image » à l’occasion de son séjour au Gabon dans le cadre la CAN 2019. Il écope d'une suspension de son émission Embouteillage et de l’exercice du métier de journaliste et d'animateur radio pour une durée de 3 mois.
Le 1er juillet 2019, il fait partie des 21 journalistes et médias sanctionnés par le Conseil national de la communication. Martinez Zogo reçoit une mise en demeure pour « accusations non fondées et usage injustifié de termes offensants envers Gervais Bolenga ».

### Poursuites
En octobre 2008, il est poursuivi pour avoir diffusé sur les antennes de la radio Magic FM l'information se rapportant à des journalistes sportifs qui auraient perçu de l'argent auprès de la Fecafoot dans le but de ternir l'image du ministre des Sports et de l'éducation physique.
En octobre 2009, toujours employé à Magic FM, il est poursuivi par l'artiste musicien JP Mélody pour diffamation par voie de presse.

### Arrestation
Le 17 janvier 2020, il est arrêté dans les locaux de la radio Amplitude FM par des officiers de la police judiciaire et est inculpé pour diffamation criminelle à la suite d'une plainte déposée par Sylvie Biye Essono, épouse du ministre directeur de Cabinet civil de la Présidence, Samuel Mvondo Ayolo. Il est accusé de « cybercriminalité, atteinte à la vie privée et chantage » et écroué à la Prison centrale de Kondengui le 22 janvier 2020. Le 26 mars 2020, après deux mois de détention provisoire, il est condamné à 2 mois de prison par le Tribunal de première instance (TPI) de Yaoundé centre administratif, puis remis en liberté.

## Mort

### Enlèvement
Le 17 janvier 2023, alors qu'il rentre chez lui, Martinez Zogo est enlevé par des hommes cagoulés. L'enlèvement a lieu autour de 20h devant le poste de gendarmerie de Nkol-Nkondi à Yaoundé. Les gendarmes découvrent également sa voiture dont la carrosserie est endommagée, « comme si le conducteur avait tenté d'enfoncer le portail ». Une enquête est ouverte le jour même. D'après un témoignage recueilli par le site actucameroun.com, des personnes non identifiées avaient été aperçues en train de rôder la nuit autour de sa maison au cours des jours précédents. Après sa disparition, la voiture de son épouse aurait également été sabotée deux fois, les freins coupés et elle avait été victime d'un accident deux jours avant la disparition de Martinez Zogo.

### Annonce de la mort
Bien que son enlèvement soit annoncé quelques jours avant sur les réseaux sociaux par le journaliste et lanceur d'alertes J.P Remy Ngono, il est retrouvé mort le 22 janvier 2023 à Ebogo, localité située à 15 km de Yaoundé,. Il est retrouvé complètement nu, son corps mutilé et dans un état de décomposition avancée. Son décès est confirmé à l'AFP par une source policière sous couvert de l'anonymat. Il est décédé à l'âge de 50 ans. Le corps est ensuite transporté à la morgue de l’hôpital central de Yaoundé pour autopsie.
D'après Charly Tchouemou, le rédacteur en chef de la radio Amplitude FM, venu sur les lieux pour l'identification de la dépouille en présence du substitut du procureur et de l'épouse de Martinez Zogo, le corps est découvert au petit matin par un homme qui se rend au champ.
Selon la femme politique Kah Walla, sa disparition survient au moment où son émission se focalise principalement sur des scandales financiers et des cas de détournements de fonds supposés et alors que le journaliste avait récemment accusé certaines personnes haut placées d’avoir volé l’argent de l’État camerounais.

### Réactions et suites judiciaires
La fédération des éditeurs de presse du Cameroun se réunit à son lieu de travail pour rendre hommage au journaliste. Ils se rendent aussi auprès du ministre de la communication du Cameroun pour demander justice.
Le 20 janvier 2023, le gouvernement réagit en publiant un communiqué de presse. Le communiqué, signé du Ministre de la communication René Sadi, affirme que le gouvernement suit l'affaire avec intérêt et que les instructions ont été données afin que toute la lumière soit faite sur la disparition du journaliste.
Le syndicat national des journalistes du Cameroun, dans un communiqué officiel publié le 22 janvier 2023, qualifie sa mort « d'assassinat odieux » et invite les personnalités des médias à se vêtir en noir le 25 janvier 2023 pour porter le deuil,. Chantal Roger Tuile déclare que Martinez Zogo a été agressé sexuellement, mutilé au sexe, au doigt et aux dents avant sa mort.
L'enquête DGSN / SED ordonnée par Paul Biya, et confiée à Galax Yves Landry Etoga, après l'assassinat de Martinez Zogo, qui alertait sur les détournements de fonds des lignes 94, 65, 57 des ministères camerounais des Finances et de l'économie, conduit à l'interpellation d'une vingtaine de membres des éléments des services secrets camerounais (DGRE), d'autres étant en fuite. Léopold Maxime Eko Eko, responsable des services de renseignements camerounais, est gardé à vue avec le statut de suspect,.
L'homme d'affaires Jean-Pierre Amougou Belinga, le journaliste Bruno Bidjang et l'ancien colonel Raymond Thomas Etoundi Nsoe sont arrêtés à Yaoundé le 6 février 2023. Les trois sont interrogés par le Secrétariat d'État à la Défense à la suite d'une enquête policière et gendarmerie. Les résidences d'Amougou Belinga ainsi que les téléphones des personnes arrêtées, sont fouillés. Un journal de l'empire médiatique d'Amougou Belinga, L'Anecdote, publie une déclaration décrivant son arrestation comme une procédure de routine et demande à ses soutiens de garder leur calme.
Amougou Belinga devient très vite le premier suspect en tant que commanditaire du meurtre,,,.
Le 14 juin 2023 le juge d'instruction du tribunal militaire Florent Sikati II Kamwo auditionne des journalistes dans le cadre de l'affaire Martinez Zogo. Xavier Messé, lui aussi convoqué, est indisponible ce jour mercredi 14 juin 2023.
Le 19 décembre 2023, Stéphane Martin Savom, maire de Bibey, membre du RDPC et réputé proche de Ferdinand Ngoh Ngoh, est mis en détention provisoire par Nzié Pierrot Narcisse, le nouveau magistrat commis à cette affaire,. Il avait été convoqué comme témoin le 20 novembre 2023 par Florent Sikati II Kamwo.
Le 1er mars 2024, le tribunal militaire de Yaoundé ferme l'information judiciaire sur l'assassinat de Martinez Zogo. La vingtaine de personnes inculpées ont toutes été renvoyées devant le tribunal pour divers chefs d'accusation.
Le 27 mai 2024, se tient la 4ième audience au tribunal militaire du procès de l'affaire Martinez Zogo. Les deux parties civiles, dontcelle de la famille Zogo, se voient rejeter, deux demandes. Celle de la levée de scellé sur le corps pour des fins d'enterrement et celle de la transmission aux avocats de la défense du dossier d'instruction,.
Une audience à eu lieu le 16 juin 2024. Le 19 août 2024, Le tribunal a rejeté la demande d'un sursis déposé par plusieurs parties, le tribunal à aussi retiré à la Direction générale des renseignements extérieurs (DGRE) sa qualité de partie civile. Une audience à lieu le 9 septembre 2024.

## Hommages
À la suite de l'annonce du décès du journaliste, les soutiens s'affichent dans le monde entier. Certaines initiatives émergent comme la proposition de créer un prix Martinez Zogo, pour encourager les journalistes les plus téméraires qui s'attaquent à la prévarication de biens publics ou bien d'organiser une journée nationale sans presse.